# Горњи Которац
Горњи Которац је градска четврт у општини Источна Илиџа, град Источно Сарајево, Република Српска, БиХ.

## Историја
Изнад Горњег Которца, на брду званом "Илињача" налази се вишеслојни археолошки локалитет Градац на Илињачи који је био настањен у распону од праисторијског до раног средњовјековног раздобља. Поједини историчари су претпостављали да се управо на том месту налазо и раносредњовјековни град "Катера" (гр. Κατερα), који спомиње византијски цар Константин VII Порфирогенит (945-959) у свом чувеном дјелу О управљању царством (De administrando imperio) и наводи да се град налазио у области Босне, која је припадала тадашњој Србији. Међутим, досадашња археолошка истраживања на овом локалитету још увек нису потврдила поменуту претпоставку.

## Култура
Горњи Которац припада парохији у Војковићима, Српске православне цркве чије је седиште Храм Светог свештеномученика Петра Дабробосанског у Војковићима.
Овде се налази Месџид у Горњем Которцу.

## Становништво
| Демографија | Демографија | Демографија |
| Година      | Становника  | Становника  |
| ----------- | ----------- | ----------- |
| 1961.       | 632         |             |
| 1971.       | 749         |             |
| 1981.       | 980         |             |